# Kubno praštevilo
Kúbno práštevílo (angleško cuban prime) je v matematiki praštevilo, ki je rešitev ene kubične enačbe od dveh različnih posebnih enačb. Prvi dve od teh enačb sta:
{\displaystyle p={\frac {x^{3}-y^{3}}{x-y}},\ x=y+1,\ y>0\;}
in prva kubna praštevila iz enačb so (OEIS A002407):
7, 19, 37, 61, 127, 271, 331, 397, 547, 631, 919, 1657, 1801, 1951, 2269, 2437, 2791, 3169, 3571, 4219, 4447, 5167, 5419, 6211, 7057, 7351, 8269, 9241, 10267, 11719, 12097, 13267, 13669, 16651, 19441, 19927, 22447, 23497, 24571, 25117, 26227, ...
Splošno kubno praštevilo te vrste lahko zapišemo kot {\displaystyle {\tfrac {(y+1)^{3}-y^{3}}{y+1-y}}}, kar se da poenostaviti v {\displaystyle 3y^{2}+3y+1}. To je natančno splošna oblika središčnega šestkotniškega števila - vsa kubna praštevila so središčna šestkotniška. Kubna praštevila so razlike dveh zaporednih kubov {\displaystyle y^{3}-(y-1)^{3}} brez števila 1. 
Kubna praštevila je raziskal Allan Cunningham v članku O kvazimersennskih številih (On quasi-Mersennian numbers).
Največje znano kubno praštevilo ima 65537 števk z {\displaystyle y=100000845^{4096}}. Našel ga je Jens Kruse Andersen.
Drugi dve od teh enačb sta:
{\displaystyle p={\frac {x^{3}-y^{3}}{x-y}},\ x=y+2\;.}
Poenostavi se v {\displaystyle 3y^{2}+6y+4}. Prva kubna praštevila takšne oblike so (OEIS A002648):
13, 109, 193, 433, 769, 1201, 1453, 2029, 3469, 3889, 4801, 10093, 12289, 13873, 18253, 20173, 21169, 22189, 28813, 37633, 43201, 47629, 60493, 63949, 65713, 69313, 73009, 76801, 84673, 106033, 108301, 112909, 115249, ...
Tudi to vrsto kubnih števil je raziskal Cunningham v svoji knjigi Binomske faktorizacije (Binomial Factorisations). Takšna kubna praštevila so vsa praštevila, za katera velja {\displaystyle 1+3n^{2}} za neki n, ki je enak (OEIS A130836):
2, 6, 8, 12, 16, 20, 22, 26, 34, 36, 40, 58, 64, 68, 78, 82, 84, 86, 98, 112, 120, 126, 142, 146, 148, 152, 156, 160, 168, 188, 190, 194, 196, ...
Ime »kubno praštevilo« se nanaša na kub (tretjo potenco), ki se pojavlja v enačbah.